# Hypnum calcicola
Hypnum calcicola là một loài Rêu trong họ Hypnaceae. Loài này được Ando mô tả khoa học đầu tiên năm 1958.